# Фурх, Доминик
Доминик Фурх (чеш. Dominik Furch; 19 апреля 1990, Прага, Чехословакия) — чешский хоккеист, вратарь. В настоящее время является игроком шведского «Ферьестад».

## Карьера
Начал заниматься хоккеем в семь лет в Праге.  В победном для «Славии» чемпионате Чехии 2007/08 провёл 7 матчей регулярного первенства, в плей-офф не играл. В составе «Славии» становился серебряным и бронзовым призёром чемпионата Чехии. 13 мая 2015 года подписал 2-летний контракт с клубом КХЛ «Авангард» Омск. С сезона 2015/2016 стал играть за «Авангард». 12 сентября в Омске оформил первую сухую игру против ХК «Локомотив» Ярославль (3:0).
Выступал за юниорскую и молодёжную сборную Чехии. В сезоне 2015/16 дебютировал за взрослую сборную на этапе Евротуре.
Задрафтован клубом НХЛ «Филадельфия Флайерз» в 2006 году.
1 мая 2017 года продлил контракт с «Авангардом» до 2019 года.
29 мая 2018 года контракт с «Авангардом» был расторгнут по обоюдному соглашению сторон.
В этот же день подписал контракт сроком на 1 год с череповецкой «Северсталью».
В феврале 2018 года принял участие в Олимпийских играх в Пхёнчхане, где чешская сборная остановилась в шаге от медалей, заняв 4 место.
2 мая 2019 года подписал однолетний контракт со шведским клубом «Эребру».
Перед началом сезона 2020/21 вернулся в КХЛ, подписав контракт с минским «Динамо». В октябре 2021 года подписал контракт с шведским «Ферьестад».

## Достижения

#### Командные
- Чемпион мира среди юниоров 2008 (дивизион 1)
- Чемпион Чехии 2008
- Серебряный призёр чемпионата Чехии 2009
- Бронзовый призёр чемпионата Чехии 2010 и 2013

#### Личные
- Лучший вратарь ЧМ среди юниоров 2008 (дивизион 1)
- Лучший вратарь чемпионата мира 2016 по коэффициенту надёжности (0.94 гола за матч) и проценту отбитых бросков (96 %)

## Статистика

### Клубная карьера
Обновлено на конец сезона 2016/2017
|         |          |      | Регулярный сезон | Регулярный сезон | Регулярный сезон | Регулярный сезон | Регулярный сезон | Регулярный сезон | Регулярный сезон | Регулярный сезон | Плей-офф | Плей-офф | Плей-офф | Плей-офф | Плей-офф | Плей-офф | Плей-офф | Плей-офф |
| Сезон   | Команда  | Лига | Игр              | В                | П                | Мин              | ПШ               | «0»              | КН               | %                | Игр      | В        | П        | Мин      | ПШ       | «0»      | КН       | %        |
| ------- | -------- | ---- | ---------------- | ---------------- | ---------------- | ---------------- | ---------------- | ---------------- | ---------------- | ---------------- | -------- | -------- | -------- | -------- | -------- | -------- | -------- | -------- |
| 2007/08 | Славия   | ЧХЛ  | 7                | 3                | 4                | 423              | 20               | 0                | 2.84             | 89.4             | -        | -        | -        | -        | -        | -        | -        | -        |
| 2009/10 | Славия   | ЧХЛ  | 8                | 3                | 5                | 374              | 20               | 0                | 3.21             | 87.5             | -        | -        | -        | -        | -        | -        | -        | -        |
| 2011/12 | Славия   | ЧХЛ  | 33               | 13               | 20               | 1878             | 91               | 3                | 2.91             | 90.6             | -        | -        | -        | -        | -        | -        | -        | -        |
| 2012/13 | Славия   | ЧХЛ  | 33               | 20               | 13               | 1821             | 62               | 2                | 2.04             | 92.9             | -        | -        | -        | -        | -        | -        | -        | -        |
| 2013/14 | Славия   | ЧХЛ  | 48               | 21               | 27               | 2839             | 112              | 6                | 2.37             | 91.5             | -        | -        | -        | -        | -        | -        | -        | -        |
| 2014/15 | Славия   | ЧХЛ  | 43               | 12               | 31               | 2241             | 113              | 2                | 3.03             | 90.8             | -        | -        | -        | -        | -        | -        | -        | -        |
| 2015/16 | Авангард | КХЛ  | 49               | 23               | 14               | 2974             | 88               | 8                | 1.78             | 93.3             | 11       | 7        | 4        | 711:26   | 22       | 0        | 1.86     | 94.1     |
| 2016/17 | Авангард | КХЛ  | 53               | 27               | 18               | 3030             | 100              | 2                | 1.98             | 92.7             | 12       | 6        | 6        | 752:26   | 24       | 1        | 1.91     | 92.2     |